# Maison de Pantelija Mašić à Kalenić
La maison de Pantelija Mašić à Kalenić (en serbe cyrillique : Кућа Пантелије Машића у Каленићу ; en serbe latin : Kuća Pantelije Mašića u Kaleniću) se trouve à Kalenić, dans la municipalité de Ub et dans le district de Kolubara en Serbie. Elle est inscrite sur la liste des monuments culturels protégés de la République de Serbie (identifiant no SK 1670),,.